# Joekagiers
Het Joekagiers is een taal die gesproken wordt door de Joekagieren in Kolyma (Rusland). Het Joekagiers wordt onderverdeeld in het Toendra-Joekagiers en Kolyma-Joekagiers, die onderling niet verstaanbaar zijn.
Noord-Joekagiers is ook wel bekend als Odoel, Toendra of Toendre en wordt gesproken door ongeveer 150 mensen. Het Zuid-Joekagiers dat ook wel bekendstaat als Kolym, Kolyma of Odoel heeft minder dan 50 sprekers. Volgens een telling uit 2002 werden er toen echter nog door 600 mensen Joekagiers gesproken, wat wijst op een sterke afname van het aantal sprekers van de taal.
De Joekagierse talen werden in de jaren 70 voor het eerst geschreven met gebruik van een aangepast Cyrillisch alfabet dat ontworpen was door Gavril Koerilov, een moedertaalspreker van het Toendra of ook wel Noord-Joekagiers. Dit schrift werd in 1987 door het Jakoetse ministerie van onderwijs aangenomen als het officiële schrift.
Beide Joekagierse talen worden onderwezen in scholen sinds 1980.

## Verwantschap
Volgens taalkundigen zoals Björn Collinder zou het Oeraals-Joekagiers een taalfamilie zijn waartoe de Oeraalse talen zoals het Hongaars, Fins, Karelisch, Estisch, Komi-Permjaaks en de Samojeedse talen plus het Joekagiers zouden behoren. De taalfamilie zou zich dan uitstrekken van de republiek Kolyma in het uiterste oosten van Rusland tot West-Hongarije te midden van Europa. Het Joekagiers wordt echter ook door velen beschouwd als een geïsoleerde taal.
Hoewel de woordenschat van de twee Joekagierse talen in slechts kleine mate overeenkomt, heeft de grammatica sterke overeenkomsten.
Volgens Collinder is het naamvalssysteem van het Joekagiers vrijwel identiek aan het naamvalssysteem van het Noord-Samojeeds. De imperatief wordt met dezelfde achtervoegsels gevormd als het Zuid-Samojeeds en de meest behoudende Fins-Oegrische talen. Er is echter veel kritiek op deze theorie van Collinder.